# Fontinalis lescurii
Fontinalis lescurii är en bladmossart som beskrevs av Sullivant in A. Gray 1856. Fontinalis lescurii ingår i släktet näckmossor, och familjen Fontinalaceae. Inga underarter finns listade i Catalogue of Life.